# Калундборг
Калундборг (дан. Kalundborg) је град у Данској, у средишњем делу државе. Град је у оквиру покрајине Сјеланд, где са околним насељима чини Општину Калундборг.
Калундборг је у Данској познат по великој рафинерији.

## Природни услови
Калундборг се налази у средишњем делу Данске. Од главног града Копенхагена, град је удаљен 105 километара југозападно.
Град Калундборг је положен на у крајње северозападном делу данског острва Сјеланд, на месту где се ово острво приближава суседном острву Фин, на месту где мореуз Велики Белт прелази у Категат, тј. Северно море.
Подручје око града је бреговито. Надморска висина града креће се од 0 до 55 метара.

## Историја
Подручје Калундборга било је насељено још у доба праисторије. Данашње насеље се први пут помиње 1170. године. Насеље није било од већег значаја до индустријализације Данске у другој половини 19. века.
И поред петогодишње окупације Данске (1940-45.) од стране Трећег рајха Калундборг и његово становништво нису много страдали.

## Становништво
Калундборг је 2010. године имао око 16 хиљада у градским границама и близу 50 хиљада на нивоу општине.

## Збирка
- Градска лука
- Старо језгро Калундборга
- Богородичина црква, главна у граду
- Индустријски део града